# Sam Mewis
Samantha June Mewis (Weymouth, 9 de outubro de 1992) é uma futebolista estadunidense que atua como meio-campista. Atualmente joga pelo Kansas City Current.

## Carreira
Samantha cresceu em Hanson, Massachusetts, onde estudou na Whitman-Hanson Regional High School e jogou no time de futebol, marcando 77 gols e 34 assistências durante seu tempo lá. Em seu primeiro ano na UCLA Bruins, Mewis foi a segunda na equipe em marcar com seis gols e sete assistências, superada apenas pela atual integrante da seleção feminina de futebol dos Estados Unidos, Sydney Leroux, e foi nomeada para o Pac-12 All-Freshman Team. Em 24 de janeiro de 2014, ela foi nomeada pela primeira vez para a escalação da equipe nacional sênior em amistosos contra Canadá e Rússia.

## Títulos
Western New York Flash
- NWSL Champions: 2016

North Carolina Courage
- NWSL Champions: 2018, 2019
- NWSL Shield: 2017, 2018, 2019

Manchester City
- FA Women's Cup: 2019–20

Estados Unidos
- SheBelieves Cup: 2016, 2020
- Campeonato Feminino: 2018
- Torneio das Nações: 2018
- Copa do Mundo: 2019
- Jogos Olímpicos: 2020 (medalha de bronze)